# Cesare Bovo
Cesare Bovo (* 14. Januar 1983 in Rom) ist ein italienischer ehemaliger Fußballspieler.

## Karriere

### Im Verein
Bovo spielte die letzten Jahre seiner Jugend beim AS Rom. 2002 wurden die Hälfte seiner Transferrechte an US Lecce abgetreten, bei denen er in der Saison 2002/03 den Aufstieg in die Serie A schafft. Dort gab er im Oktober 2003 sein Debüt in der höchsten italienischen Spielklasse. 2004 kaufte Rom die Rechte zurück und fand mit US Palermo einen neuen Teilhaber an Bovo. Beide Vereine einigten sich darauf, Bovo für ein Jahr an den FC Parma zu verleihen. Bei Parma wurde Bovo Stammspieler und erreichte mit dem Verein zudem das Halbfinale des UEFA-Pokals, in dem man am späteren Sieger ZSKA Moskau scheiterte. 2005/06 kehrte er zur Roma zurück, für die er in der folgenden Saison zu insgesamt 22 Einsätzen kam.
2006 gingen die kompletten Transferrechte an den US Palermo über. In der Saisonvorbereitung zog sich Bovo eine schwere Fußverletzung zu und fiel fast für die gesamte Hinrunde aus. Zur Rückrunde wurde er daher an den Ligakonkurrenten FC Turin verliehen, bei dem er aber ebenso nur sporadisch zum Einsatz kam. Zur Saison 2007/08 teilte Palermo die Transferrechte Bovos mit Erstligaaufsteiger Genua 1893. Nachdem Bovo zunächst für Genua auflief, spielt er seit dem Juni 2008 erneut für den US Palermo. In der Spielzeit 2011/12 wurde er erneut nach Genua ausgeliehen.
Im Sommer 2013 wechselte Bovo zum FC Turin.
Im Januar 2017 schloss sich Bovo dem Aufsteiger Delfino Pescara 1936 an.

### In der Nationalmannschaft
Bovo spielte in zahlreichen Jugendnationalmannschaften und war Teil des italienischen U-21-Nationalkaders, der bei der U21-Europameisterschaft 2004 in Deutschland unter Claudio Gentile den Titel errang. Im selben Jahr stand er auch im Kader der italienischen Olympiamannschaft, die bei den Sommerspielen in Athen die Bronzemedaille gewann. Bovo kam dabei erstmals im Viertelfinale zum Einsatz und absolvierte diese Partie sowie das Halbfinale und das Spiel um Platz drei über die volle Distanz.
2006 stand Bovo erneut im Kader der U-21, scheiterte mit Italien aber bereits in der Vorrunde der U-21-Europameisterschaft. Für die A-Nationalmannschaft Italiens kam Bovo bislang nicht zum Einsatz.

## Erfolge
- U-21-Europameister: 2004